# Euphemia Lofton Haynes
Martha Euphemia Lofton Haynes (Washington, D. C., 11 de septiembre de 1890-Washington D. C., 25 de mayo de 1980) fue una matemática y educadora estadounidense. Fue la primera mujer afroamericana en obtener un doctorado en matemáticas, lo que consiguió en la Universidad Católica de América en 1943.

## Estudios y carrera profesional
Euphemia Lofton fue la primera y única hija de William S. Lofton, dentista y financiero y Lavinia Day Lofton. Ella fue la mejor estudiante de M Street High School en 1907 y luego se graduó de la Escuela Normal Miner de Washington D. C. con distinción en 1909. Continuó sus estudios para obtener un pregrado en matemáticas (y un grado secundario en psicología) en la Universidad Smith en 1914. En 1917 se casó con Harold Appo Haynes. Obtuvo una maestría en educación de la Universidad de Chicago en 1930. 
En 1943 obtuvo su doctorado de la Universidad Católica de América con una disertación, supervisada por Aubrey Landrey, titulada “La Determinación de Conjuntos de Condiciones Independientes que Caracterizan Ciertos Casos Especiales de Correspondencias Simétricas”.
La Dra. Haynes "contribuyó enormemente con el sistema educativo del Distrito de Columbia". Enseñó en las escuelas públicas de Washington, durante 47 años, y en 1966 se convirtió en la primera mujer en presidir la Junta de Educación del estado. Enseñó primer grado en las escuelas Garrison y Garfield, y matemáticas en Armstrong High School. Enseñó matemáticas y se desempeñó como directora del Departamento de Matemáticas en Dunbar High School. Haynes fue profesora de matemáticas en el Colegio Universitario Miner’s Teachers College, donde fue presidenta de la División de Matemáticas y Educación Empresarial, un departamento que ella creó.
Se retiró en 1959 del sistema de escuelas públicas, pero pasó a establecer el departamento de matemáticas del Colegio Universitario para Maestros de Miner (Miner´s Teachers College). También ocasionalmente enseñaba a tiempo parcial en la Universidad Howard. Haynes estuvo involucrada en muchas actividades comunitarias. Fue vicepresidenta primera del Consejo Arquidiocesano de Mujeres Católicas, presidente de la Junta Asesora de la Casa del Vecindario Fides, del Comité de Bienestar Social Internacional, del Comité Ejecutivo de la Asamblea Nacional de Bienestar Social, secretaria y miembro del Comité Ejecutivo del Consejo de Salud y Bienestar de D.C., en los comités locales y nacionales de la Organización de Servicio Unido (United Service Organization), miembro de la Conferencia Nacional de Cristianos y Judíos, Consejo Interracial Católico de Washington, la Liga Urbana (Urban League), NAACP, la Liga de Mujeres Votantes (League of Women Voters), y la Asociación Americana de Mujeres Universitarias. Además, el papa Juan XXIII le otorgó la condecoración de honor papal, Pro Ecclesia et Pontifice, en 1959.
Haynes murió de un ataque cardíaco el 25 de julio de 1980 en su ciudad natal. Había establecido un fondo fiduciario para apoyar una cátedra y un fondo de préstamos estudiantiles en la Escuela de Educación, otorgando US$ 700 000 a la Universidad Católica. Sus papeles familiares se encuentran en los archivos de la Universidad Católica.
En 2004, la escuela pública E.L Haynes Charter en Washington D. C. fue nombrada en su honor.